# Pär Åhlström
Pär Christer Åhlström, född 1965, är en svensk ekonom och professor vid Handelshögskolan i Stockholm.
Pär Åhlström var professor i företagsekonomi med särskild inriktning mot operations management 2007- och är innehavare av Torsten och Ragnar Söderbergs professur i företagsekonomi med inriktning på företagande och ledning sedan 2008, båda vid Handelshögskolan i Stockholm.